# 우스이고개 철도문화마을
우스이고개 철도문화마을(碓氷峠鉄道文化むら)은 일본 군마현 안나카시에 위치한 실외 철도박물관이다. JR동일본이 운영하고 있으며, 1997년 10월에 폐선된 신에쓰 본선의 구 요코카와 운수구 부지에서 1998년 4월 18일에 개관하였다.

## 사진

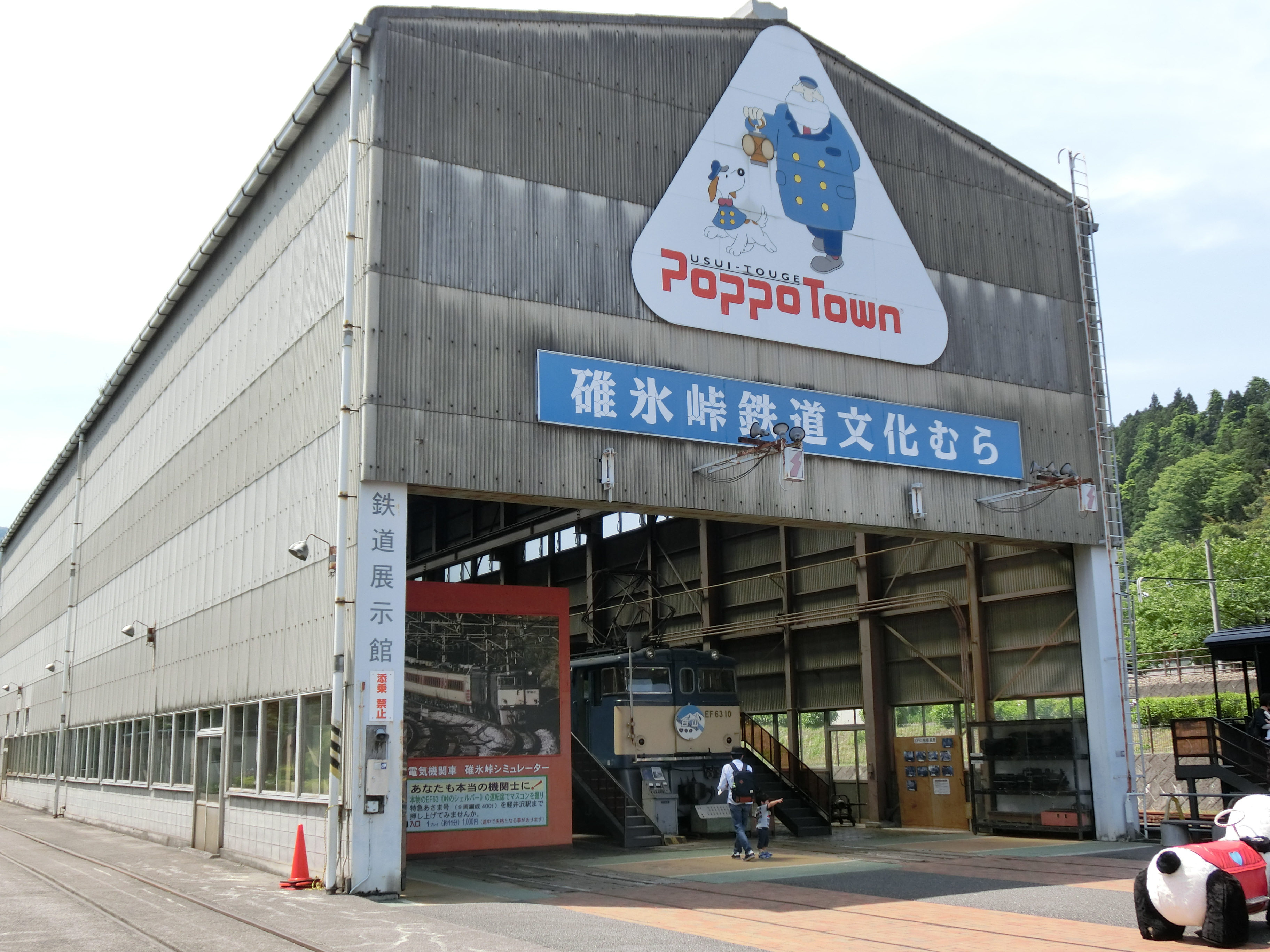
구 요코카와 운수구 차고에 마련된 차량 전시실.
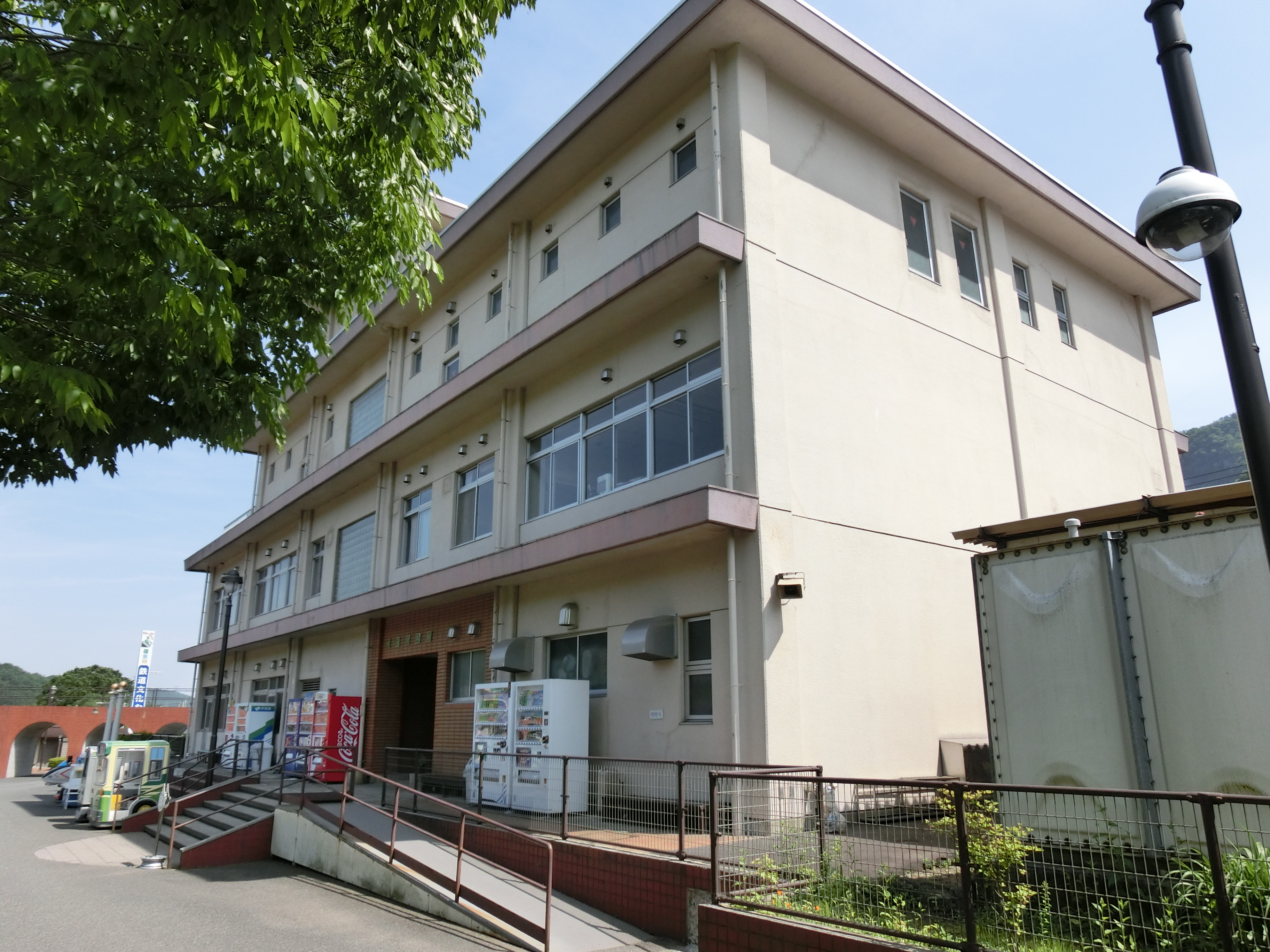
구 요코카와 운수구 사무실을 개조한 전시실.
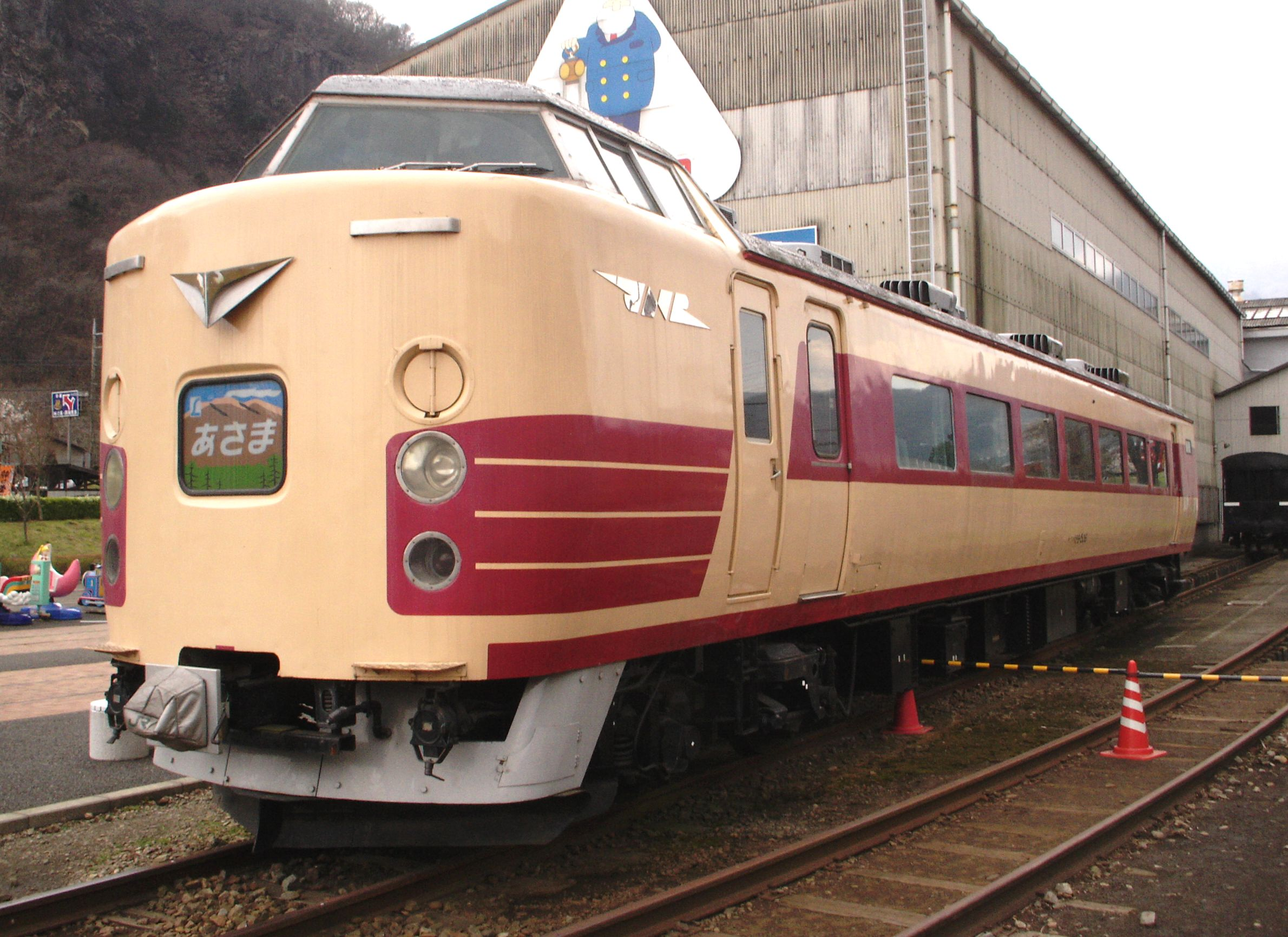
재래선특급 아사마로 운행한 189계. 쿠하189-506
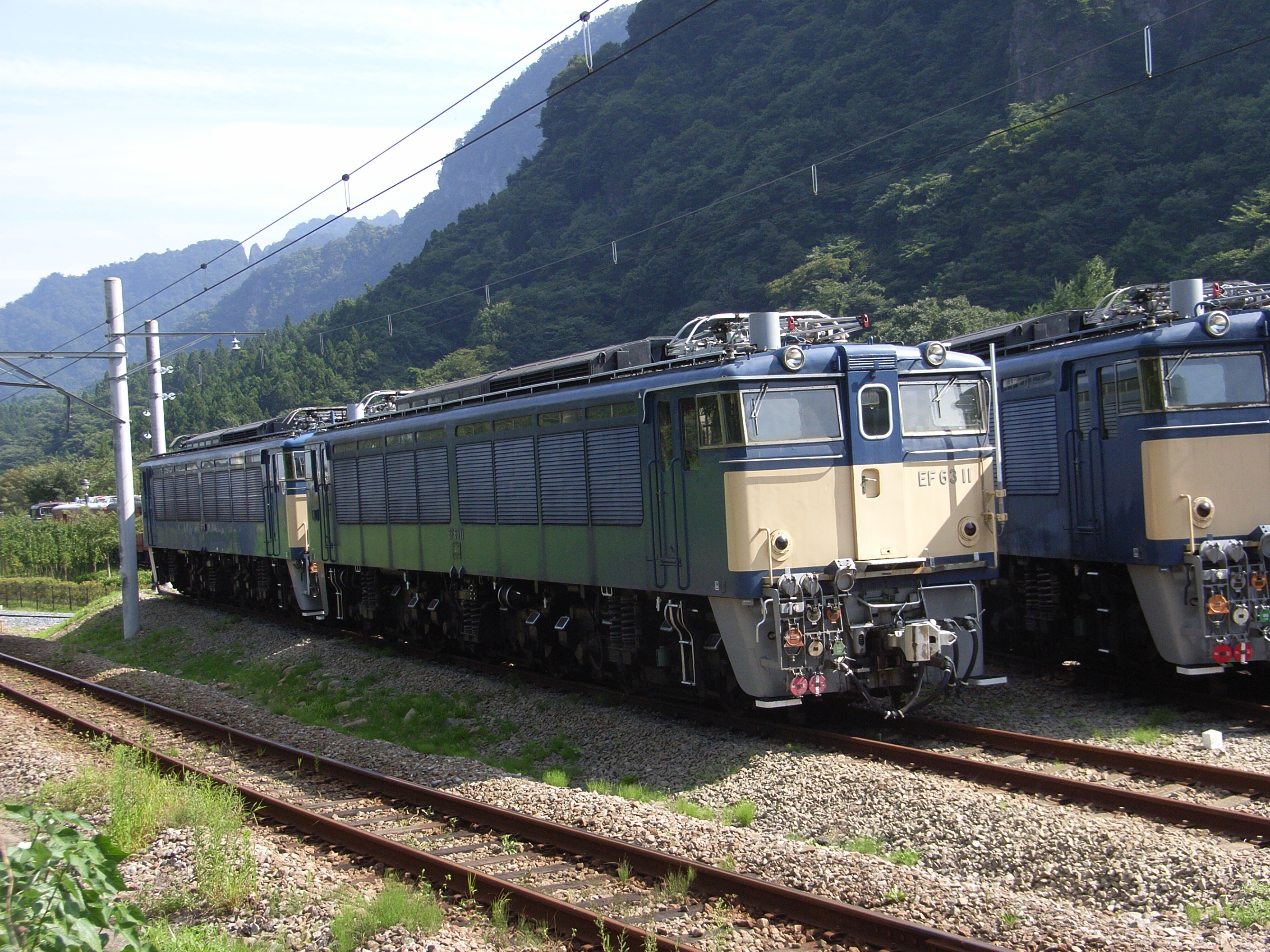
우스이고개 돌파를 위한 보조기관차였던 EF63

## 같이 보기
- 우스이 고개
- 요코카와역